# Pseudophacopteron tuberculatum
Pseudophacopteron tuberculatum är en insektsart som först beskrevs av Crawford 1912.  Pseudophacopteron tuberculatum ingår i släktet Pseudophacopteron och familjen Phacopteronidae. Inga underarter finns listade i Catalogue of Life.